# هیکونه، شیگا
هیکونه در استان شیگا در کشور ژاپن  واقع شده‌است  که دارای جمعیت ۱۱۰٬۹۴۵ نفر و مساحت ۱۹۶٫۸۴ کیلومتر مربع با تراکم جمعیت ۵۶۴  نفر در کیلومترمربع است و در تاریخ ۱۱ فوریه ۱۹۳۷ به عنوان شهر شناخته شد.

## نگارخانه

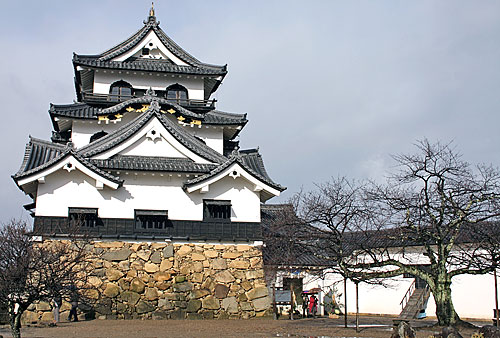
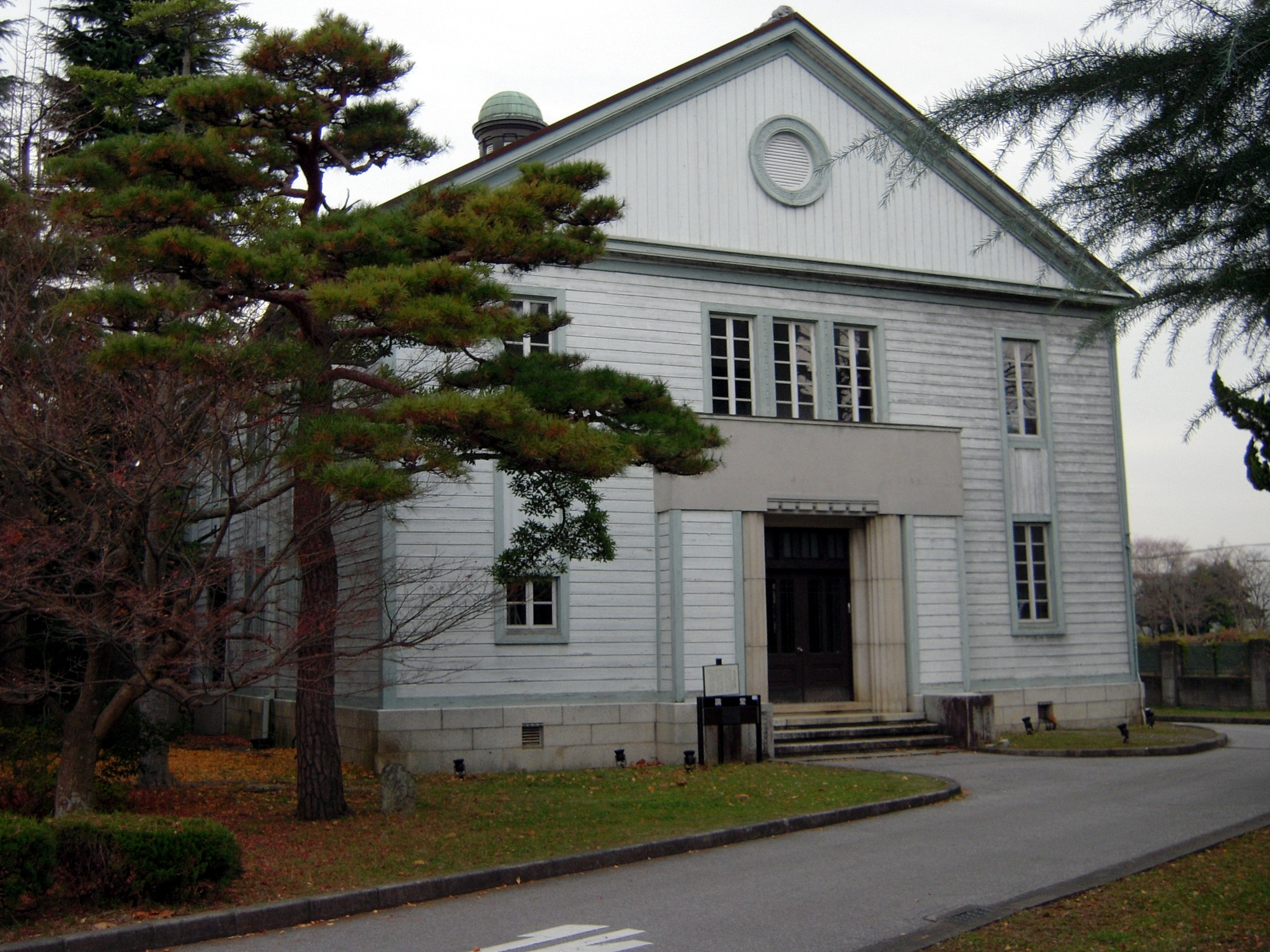
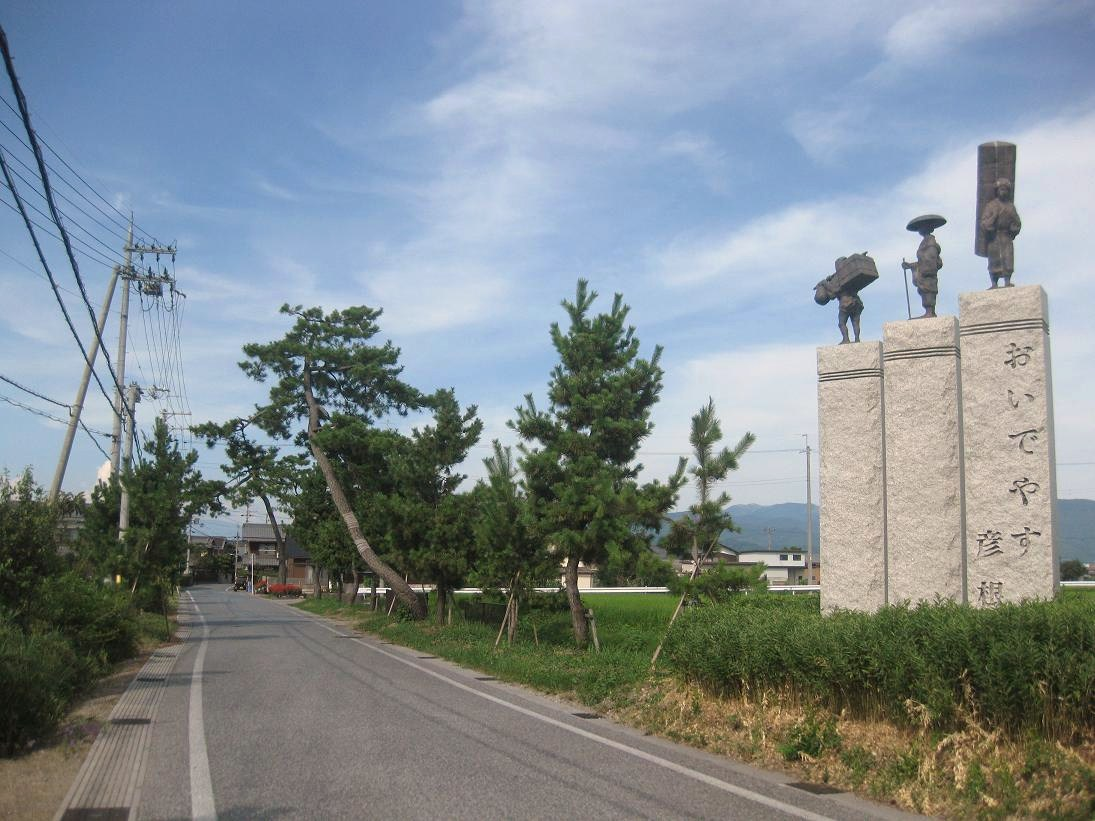